# Sindanglaya (Karangpawitan)
Sindanglaya is een bestuurslaag in het regentschap Garut van de provincie West-Java, Indonesië. Sindanglaya telt 3850 inwoners (volkstelling 2010).